# À la soupe !
Pour plus de détails, voir Fiche technique et Distribution.
À la soupe ! (Soup's On) est un dessin animé de la série des Donald Duck produit par Walt Disney pour RKO Radio Pictures, sorti le 15 octobre 1948.

## Synopsis
Donald a fini de cuisiner une dinde et appelle ses neveux, qui jouent aux indiens sauvages, à table. Le problème est qu'ils continuent de se comporter en sauvages à table...

## Fiche technique
- Titre original : Soup's On
- Titre français : À la soupe ![1]
- Série : Donald Duck
- Réalisateur : Jack Hannah
- Scénario : Bill Berg et Milt Banta
- Animateur : Bob Carlson, Bill Justice, Joshua Meador, Volus Jones
- Layout : Yale Gracey
- Background : Ralph Hulett
- Musique : Oliver Wallace
- Voix : Clarence Nash (Donald et ses neveux)
- Producteur : Walt Disney
- Société de production : Walt Disney Productions
- Distributeur : RKO Radio Pictures
- Date de sortie : 15 octobre 1948[2]
- Format d'image : couleur (Technicolor)
- Son : Mono (RCA Photophone)
- Durée : 6 min
- Langue : (en)
- Pays :  États-Unis

## Voix françaises
- Sylvain Caruso : Donald Duck et ses neveux

## Commentaires
Le film comprend la chanson Zip-a-Dee-Doo-Dah extraite du long métrage Mélodie du Sud (1946).

## Titre en différentes langues
D'après IMDb :
- Finlande : Aku keittiömestarina et Keitto kiehuu
- Suède : Kalle Anka blir ängel